# Maitland (Florida)
Maitland és una població dels Estats Units a l'estat de Florida. Segons el cens del 2000 tenia 12.019 habitants.

## Demografia
Segons el cens del 2000, Maitland tenia 12.019 habitants, 4.825 habitatges, i 3.242 famílies. La densitat de població era de 1.000,1 habitants/km².
Dels 4.825 habitatges en un 32,6% hi vivien nens de menys de 18 anys, en un 53,4% hi vivien parelles casades, en un 10,9% dones solteres, i en un 32,8% no eren unitats familiars. En el 27,1% dels habitatges hi vivien persones soles el 10,3% de les quals corresponia a persones de 65 anys o més que vivien soles. El nombre mitjà de persones vivint en cada habitatge era de 2,45 i el nombre mitjà de persones que vivien en cada família era de 3,01.
Per edats la població es repartia de la següent manera: un 25,5% tenia menys de 18 anys, un 5,2% entre 18 i 24, un 29,1% entre 25 i 44, un 24% de 45 a 60 i un 16,2% 65 anys o més.
L'edat mediana era de 40 anys. Per cada 100 dones de 18 o més anys hi havia 84,9 homes.
La renda mediana per habitatge era de 62.500 $ i la renda mediana per família de 69.504 $. Els homes tenien una renda mediana de 53.542 $ mentre que les dones 30.256 $. La renda per capita de la població era de 37.290 $. Entorn del 3,5% de les famílies i el 6,4% de la població estaven per davall del llindar de pobresa.

## Poblacions més properes
El següent diagrama mostra les poblacions més properes.